# Unfabulous
Unfabulous är ett amerikanskt barnprogram som gick på Nickelodeons TEENick. Programmet handlar om en junior high school-student, spelad av Emma Roberts. Programmet hade premiär under hösten 2004 och är ett av de mest sedda barnprogrammen bland barn mellan 9 och 14 år. Unfabulous skapades av Sue Rose, som även ligger bakom Pepper Ann och Angela Anaconda.

## Medverkande

### Huvudroller
- Emma Roberts - Addie Singer
- Malese Jow - Geena Fabiano
- Jordan Calloway - Zach Carter-Schwartz
- Emma Degerstedt - Maris
- Tadhg Kelly - Ben Singer, Addies äldre bror
- Molly Hagan - Sue Singer, Addies mor
- Markus Flanagan - Jeff Singer, Addies far
- Chelsea Tavares - Cranberry

### Återkommande personer
- Dustin Ingram - Duane Oglivy
- Mary Lou - Mary Ferry
- Raja Fenske - Jake Behari
- Bianca Collins - Patti Perez
- Sarah Hester - Jen
- Harry Perry III - Manager Mike
- Mildred Dumas - Principal Brandywine
- Evan Palmer - Randy Klein
- Sean Whalen - Coach Pearson
- Brandon Smith - Mario
- Miracle Vincent - Ellie
- Shawn McGill - Freddy
- Carter Jenkins - Eli Pataki

### Svenska röster
- Mimmi Sandén – Addie Singer
- Amanda Krüger – Geena Fabiano
- Jonatan Modin – Zach Carter-Schwartz
- Josefine Götestam – Maris Bingham
- Tom Ljungman – Ben Singer
- Anna Engh – Sue Singer
- Anders Öjebo – Jeff Singer
- Sharon Dyall – Rektor Brandywine
- Övriga röster: Adam Giertz, Adam Portnoff, Alexandra Alm Nylén, Amanda Jennefors, Christian Jernbro, Daniel Bergfalk, Dominique Pålsson Wiklund, Edvin Bergfalk, Edvin Raeder, Figge Norling, Gunilla Orvelius, Hannes Gille, Jennie Jahns, Jesper Adefelt, Johan Wilhelmsson, Lucas Krüger, Mathias Blad, Matilda Knutsson, Mattias Söderberg, Michael Blomqvist, Niclas Ekholm, Ole Ornered, Simon Iversen Sannemark och Åsa Karlin[1]

## Musik
Till serien finns det ett soundtrack, Unfabulous and More: Emma Roberts.